# Женский мировой шоссейный кубок UCI 2009
Женский мировой шоссейный кубок UCI 2009 — 12-й сезон одноимённого шоссейного сезонного соревнования.

## Обзор сезона
Календарь турнира претерпел изменения. По сравнению с прошлым сезоном из него исчезла, прекратив своё существование, австралийская Австралиа Ворлд Кап. Таким образом турнир стал состоять из 10 однодневных гонок, включая одну командную гонку, которые также входили в Женский мировой шоссейный календарь UCI 2009. Турнир стартовал в конце марта в Европе где в период до середины мая было проведено пять гонок. После этого в конце мая была проведена одна гонка в Канаде. Заключительные четыре гонки прошли с конца июля по середину сентябре снова в Европе.
Регламент турнира остался прежним. Индивидуальный рейтинг предусматривал начисление очков первым 20 гонщицам на каждой гонке. Помимо этого по итогам командной гонки начислялись очки, в зависимости от занятого командой места, первым четырём или большему количеству гонщиц команды одновременно пересёкшим финишную черту. Если команда пересекала финишную линию менее чем с четырьмя гонщицами то очки не начислялись. Победитель сезона определялся по общей сумме набранных очков независимо от количества проведённых гонок. Командный рейтинг рассчитывался путём сложения очков за командную гонку и набранных очков четырьмя лучшими гонщицами команды на каждой из всех остальных гонок.
Начисляемые очки
| Место             | 1  | 2  | 3  | 4  | 5  | 6  | 7  | 8  | 9  | 10 | 11 | 12 | 13 | 14 | 15 | 16 | 17 | 18 | 19 | 20 |
| ----------------- | -- | -- | -- | -- | -- | -- | -- | -- | -- | -- | -- | -- | -- | -- | -- | -- | -- | -- | -- | -- |
| Однодневная гонка | 75 | 50 | 35 | 30 | 27 | 24 | 21 | 18 | 15 | 11 | 10 | 9  | 8  | 7  | 6  | 5  | 4  | 3  | 2  | 1  |
| Командная гонка   | 35 | 30 | 25 | 20 | 16 | 15 | 14 | 13 | 12 | 11 | 10 | 9  | 8  | 7  | 6  | 5  | 4  | 3  | 2  | 1  |

| Место           | 1   | 2   | 3   | 4  | 5  | 6  | 7  | 8  | 9  | 10 | 11 | 12 | 13 | 14 | 15 | 16 | 17 | 18 | 19 | 20 |
| --------------- | --- | --- | --- | -- | -- | -- | -- | -- | -- | -- | -- | -- | -- | -- | -- | -- | -- | -- | -- | -- |
| Командная гонка | 140 | 120 | 100 | 80 | 64 | 60 | 56 | 52 | 48 | 44 | 40 | 36 | 32 | 28 | 24 | 20 | 16 | 12 | 8  | 4  |

Победительницей индивидуального рейтинга второй раз стала нидерландка Марианна Вос которая выиграла 3 гонки, она также стала первой и по итогам Мирового календаря UCI 2009. Второе место заняла шведка Эмма Юханссон, третье – ещё одна нидерландка Кирстен Вилд. Среди команд третий раз первенствовала немецкая Cervélo TestTeam (ранее называлась Univega и Raleigh Lifeforce Creation HB и была зарегистрирована в Швейцарии).

## Календарь
| 29 мар | Трофей Альфредо Бинды - коммуны Читтильо | CDM | Марианна Вос        | Эмма Юханссон      | Кристин Армстронг   |
| 5 апр  | Тур Фландрии                             | CDM | Ина-Йоко Тойтенберг | Кирстен Вилд       | Эмма Юханссон       |
| 13 апр | Тур Дренте                               | CDM | Эмма Юханссон       | Лус Гюнневейк      | Хантал Блак         |
| 22 апр | Флеш Валонь                              | CDM | Марианна Вос        | Эмма Юханссон      | Клаудия Хойслер     |
| 10 май | Тур Берна                                | CDM | Кристин Армстронг   | Марианна Вос       | Трикси Воррак       |
| 30 май | Монреаль Ворлд Кап                       | CDM | Эмма Пули           | Эмма Юханссон      | Трикси Воррак       |
| 31 июл | Опен Воргорда TTT                        | CDM | Cervélo TestTeam    | Columbia-HTC Women | Flexpoint           |
| 2 авг  | Опен Воргорда RR                         | CDM | Марианна Вос        | Кирстен Вилд       | Эмма Юханссон       |
| 22 авг | Гран-при Плуэ - Бретань                  | CDM | Эмма Пули           | Марианна Вос       | Эмма Юханссон       |
| 13 сен | Тур Нюрнберга                            | CDM | Кирстен Вилд        | Рошелль Гилмор     | Ина-Йоко Тойтенберг |

## Итоговый рейтинг
| Индивидуальный рейтинг | Индивидуальный рейтинг | Индивидуальный рейтинг         | Индивидуальный рейтинг | Индивидуальный рейтинг |
| Гонщик                 | Гонщик                 | Команда                        | Очки                   |                        |
| ---------------------- | ---------------------- | ------------------------------ | ---------------------- | ---------------------- |
| 1-й                    | Марианна Вос           | DSB Bank-Nederland Bloeit      | 407 очков              |                        |
| 2-й                    | Эмма Юханссон          | Red Sun Cycling Team           | 379 очков              |                        |
| 3-й                    | Кирстен Вилд           | Cervélo TestTeam               | 248 очков              |                        |
| 4-й                    | Ина-Йоко Тойтенберг    | Columbia-HTC Women             | 161 очков              |                        |
| 5-й                    | Эмма Пули              | Cervélo TestTeam               | 150 очков              |                        |
| 6-й                    | Кристин Армстронг      | Cervélo TestTeam               | 149 очков              |                        |
| 7-й                    | Лус Гюнневейк          | Flexpoint                      | 145 очков              |                        |
| 8-й                    | Трикси Воррак          | Equipe Nürnberger Versicherung | 123 очков              |                        |
| 9-й                    | Грейс Вербеке          | Lotto-Belisol Ladiesteam       | 103 очков              |                        |
| 10-й                   | Андреа Босман          | Leontien.nl                    | 103 очков              |                        |

| Командный рейтинг | Командный рейтинг              | Командный рейтинг | Командный рейтинг |
| Команда           | Команда                        | Очки              |                   |
| ----------------- | ------------------------------ | ----------------- | ----------------- |
| 1-й               | Cervélo TestTeam               | 780 очков         |                   |
| 2-й               | DSB Bank-Nederland Bloeit      | 394 очков         |                   |
| 3-й               | Red Sun Cycling Team           | 384 очков         |                   |
| 4-й               | Equipe Nürnberger Versicherung | 345 очков         |                   |
| 5-й               | HTC-Columbia Women             | 330 очков         |                   |
| 6-й               | Flexpoint                      | 293 очков         |                   |
| 7-й               | Lotto-Belisol Ladiesteam       | 188 очков         |                   |
| 8-й               | Bigla                          | 168 очков         |                   |
| 9-й               | Нидерланды                     | 153 очков         |                   |
| 10-й              | Leontien.nl                    | 144 очков         |                   |